# The Subways (album)
Albums de The Subways
Money and Celebrity
(2011)
Singles
1. My Heart Is Pumping to a Brand New Beat
Sortie : 13 juin 2014
2. I'm in Love and It's Burning in My Soul
Sortie : 19 septembre 2014
3. Taking All the Blame
Sortie : 16 janvier 2015

The Subways est le quatrième album studio du groupe britannique de rock indépendant The Subways publié le 6 février 2015 sur le label Cooking Vinyl.

## Liste des chansons
| No  | Titre                                   | Durée |
| --- | --------------------------------------- | ----- |
| 1.  | My Heart Is Pumping to a Brand New Beat | 3:36  |
| 2.  | I'm in Love and It's Burning in My Soul | 2:42  |
| 3.  | Taking All the Blame                    | 2:32  |
| 4.  | Dirty Muddy Paws                        | 2:59  |
| 5.  | Good Times                              | 2:42  |
| 6.  | Because of You (Negative Love)          | 3:28  |
| 7.  | Just Like Jude                          | 1:44  |
| 8.  | We Get Around                           | 2:27  |
| 9.  | Pet Boy                                 | 2:33  |
| 10. | Black Letter                            | 2:58  |
| 11. | Twisted Game                            | 2:42  |
| 12. | Is That Enough?                         | 2:49  |